# Babilonul Djinnului Albastru
Babilonul Djinnului Albastru este a doua carte a seriei Copiii lămpii fermecate scrisă de P.B. Kerr. Povestea este despre cei doi copii, acum adolescenți, care pornesc într-o aventură având puteri magice. Cartea a câștigat primul loc la „Magicul New York Times Bestseller” pentru cărți de copii. Este urmată de Cobra, Regele din Katmandu.